# Chapelle Notre-Dame-de-Charité de Rouen
La chapelle Notre-Dame-de-Charité est une chapelle catholique dans le département français de la Seine-Maritime, sur la commune de Rouen, dans le centre hospitalier universitaire.

## Historique
La chapelle est inscrite au titre des monuments historiques par arrêté du 25 février 1948.